# Unieux
Unieux är en kommun i departementet Loire i regionen Auvergne-Rhône-Alpes i centrala Frankrike. Kommunen ligger i kantonen Firminy som tillhör arrondissementet Saint-Étienne. År 2022 hade Unieux 8 495 invånare.

## Befolkningsutveckling
Antalet invånare i kommunen Unieux
| Referens: INSEE |